# Lars Onsager
Lars Onsager (Oslo, 27 de noviembre de 1903-Coral Gables, 5 de octubre de 1976) fue un químico físico y profesor universitario estadounidense de origen noruego, galardonado con el Premio Nobel de Química en 1968.

## Biografía
Nació en la ciudad de Oslo, capital actual de Noruega pero que en aquellos momentos estaba unida al Reino de Suecia bajo el dominio personal de Óscar II de Suecia, pero con su propia constitución y gobierno.
Estudió ingeniería química en el Instituto Tecnológico de Noruega situado en la ciudad de Trondheim, donde se graduó en 1925.
En 1928 viajó a Estados Unidos para aceptar la oferta de la Universidad Johns Hopkins de Baltimore para convertirse en profesor de química, cargo que abandonó al final del primer semestre al observar que no tenía talento para la docencia. Posteriormente ingresó en la Universidad de Brown en Providence y en la Universidad de Yale, donde fue profesor desde 1933 a 1972, y donde se doctoró en 1935.
Onsager consiguió la nacionalidad estadounidense en 1945. Murió el 5 de octubre de 1976 en su residencia de Coral Gables, ciudad situada en el estado norteamericano de Florida.

## Investigaciones científicas
Inició sus investigaciones en 1925 mediante la corrección de la teoría de Debye-Hückel sobre las soluciones electrolíticas del movimiento browniano de los iones. En 1926 publicó sus datos y viajó hasta Zúrich para ponerlas en conocimiento de Peter Debye. Este quedó tan impresionado que lo invitó a quedarse con él en el Instituto Politécnico Federal de Zúrich, donde estuvo hasta 1928.
Durante su estancia en la Universidad de Brown realizó investigaciones acerca de la termodinámica. Los resultados de sus trabajos sobre la extensión del gradiente de la temperatura, base de la termodinámica de los procesos irreversibles, los publicó en 1929 bajo el nombre de relación de reciprocidad de Onsager. Estos trabajos no tuvieron resonancia en su momento, pero después de la Segunda Guerra Mundial fueron reconocidos y finalmente en 1968 le fue concedido el Premio Nobel de Química por todos ellos.
A partir de la década de 1940 inició sus trabajos acerca de la mecánica estadística en la transición del estado de la materia de los sólidos, consiguiendo resolver el modelo de Ising bidimensional, modelo científico físico propuesto por el estudio del comportamiento de los materiales ferromagnéticos. Posteriormente se interesó por las propiedades de fluidez del helio líquido, llegando a las mismas conclusiones que dos años antes había descrito el físico Richard Feynman y de las cuales no tenía conocimiento. Además también estudió los líquidos dieléctricos, la separación de isótopos y la distribución electrónica de los metales.